# Jeancarlos Rivas
Jeancarlos Rivas (c. 2004) es un activista venezolano que se ha desempeñado como dirigente juvenil del partido Voluntad Popular en Maiquetía, en el estado Vargas. Rivas fue detenido el 14 de junio de 2024 por funcionarios de seguridad y posteriormente acusado de los delitos de «incitación al odio» y «asociación para delinquir» después de participar en un acto de promoción al voto en las elecciones presidenciales del mismo año.
Amnistía Internacional declaró que «las denuncias de las detenciones de Gabriel González, Javier Cisneros (liberado), Jeancarlos Rivas, Luis López y Juan Iriarte son consistentes con la política de represión que hemos denunciado desde hace años y nuevamente exigimos su cese inmediato»

## Detención
Jeancarlos Rivas se ha desempeñado como dirigente juvenil del partido Voluntad Popular en Maiquetía, en el estado Vargas. En la tarde del 14 de junio de 2024, a los 19 años de edad, fue detenido en su casa por funcionarios de seguridad en Caraballeda, aproximadamente a las 4:40 p. m. (HLV), Rivas fue interceptado por una camioneta blanca y sin identificación mientras regresaba a casa, después de participar en un acto de promoción al voto en las elecciones presidenciales del mismo año. Horas antes la policía también intentó arrestar al coordinador y diputado regional Johny Rivas, quien también había participado en la actividad. El vehículo estaba vinculado a la policía regional y Voluntad Popular responsabilizó tanto a la gestión de Nicolás Maduro como al gobernador oficialista José Terán de la integridad de Rivas.
Rivas fue presentado ante Tribunal Segundo de Control con competencia en Terrorismo al día siguiente, siendo acusado de los delitos de «incitación al odio» y «asociación para delinquir», junto con los periodistas Luis López, Gabriel González, y el activista del partido Vente Venezuela Juan Iriarte. A Rivas, Iriarte y López se les impuso una defensa pública, a pesar de contar con abogados privados para el juicio.
Entre el 5 de marzo de 2024 y sus arrestos, diez integrantes de Vente Venezuela habían sido detenidos.

## Reacciones
El candidato presidencial Edmundo González y María Corina Machado, lideresa de Vente Venezuela, rechazaron las detenciones y exigieron la liberación de los dirigentes.César Pérez Vivas, ex precandidato presidencial por el partido COPEI, expresó sobre los arrestos que «Es un acto arbitrario que viola los principios democráticos».
Amnistía Internacional declaró que «las denuncias de las detenciones de Gabriel González, Javier Cisneros (liberado), Jeancarlos Rivas, Luis López y Juan Iriarte son consistentes con la política de represión que hemos denunciado desde hace años y nuevamente exigimos su cese inmediato». El subsecretario de Estado para el Hemisferio Occidental de Estados Unidos, Brian Nichols, expresó que «las últimas detenciones y el continuo acoso a miembros de la oposición democrática de Venezuela son hechos muy preocupantes en vísperas de las elecciones presidenciales del 28 de julio. Los candidatos y activistas venezolanos deben poder hacer campaña pacíficamente y sin intimidaciones».